# Rubia tinctorum
La robbia comune o garanza (Rubia tinctorum L., 1753) è una pianta della famiglia delle Rubiaceae.
Il suo nome vernacolare (robbia dei tintori) è dovuto al fatto che dalle sue radici i tintori ricavavano il colore detto "rosso di garanza" o "rosso adrianopoli". La radice contiene alizarina, sostanza un tempo usata in tintoria  per ottenere un pigmento rosso ed ancor oggi nota ai pittori come varietà cromatica: il tipico 'rosso di alizarina', ricorrente anche nelle diciture commerciali della pittura ad acquarello e ad olio.

## Descrizione
È una pianta erbacea con foglie caduche, che può arrivare a 1-1,5 metri di lunghezza.
I fiori sono giallastri e compaiono a giugno-luglio.
I frutti sono bacche.

## Distribuzione e habitat
La specie è diffusa nell'Europa sud-orientale e in Asia ed è stata molto coltivata per le sue proprietà coloranti, anche in Italia, in passato prima dell'avvento dei colori sintetici. Oggi è raramente subspontaneizzata in ambiente mediterraneo, in via di scomparsa.